# George Hesik
George Joseph Hesik (Chicago, 15 giugno 1913 – Orange, 18 aprile 1994) è stato un cestista e giocatore di baseball statunitense, professionista nella NBL.

## Carriera
Giocò per quattro stagioni nella NBL, disputando complessivamente 90 partite con 3,5 punti di media.